# Prokul
Prokul je bio rimski uzurpator u Galiji.
Bio je ambiciozan ratnik koji je zapovjedao jednom legijom. Godine 280. prihvatio je prijedlog građana Lugdunuma (današnjeg Lyona), koji su bili u zavadi s Probom, da preuzme prijestolje, te je sebe i Bonosa proglasio carevima. 
Na povratku iz borbe u Siriji, Prob je natjerao Prokula da se povuče na sjever. Nakon toga on je otišao Francima zatražiti njihovu pomoć, no nije uspio. Izdali su ga Franci, a ubio ga je Prob. Kasnije se Prob vrlo dobro ponašao prema Prokulovoj obitelji isto kao i prema Bonosovoj.